# Borgia (Italia)
Borgia è un comune italiano di 7 177 abitanti della provincia di Catanzaro in Calabria.

## Geografia fisica

### Territorio

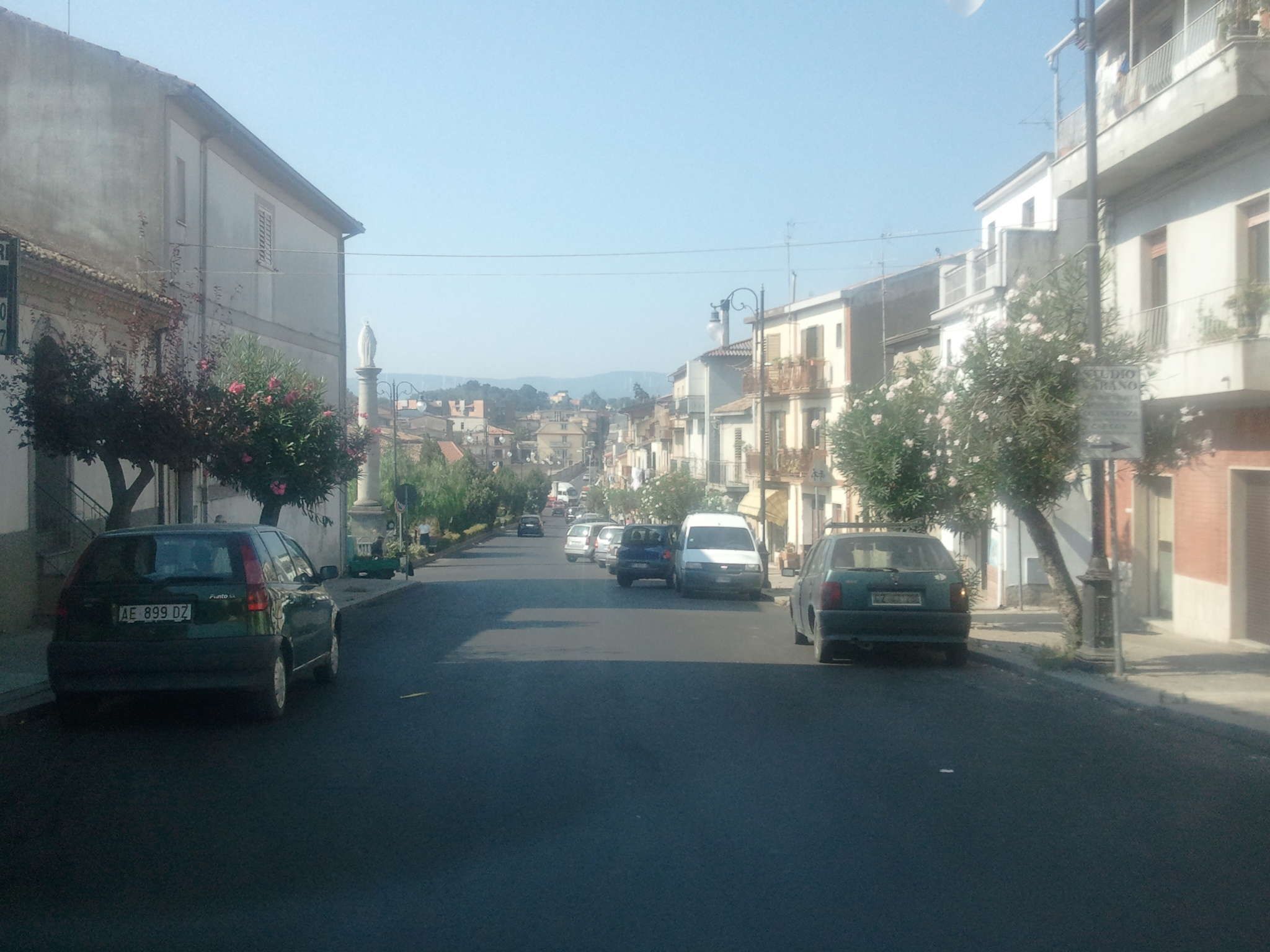
Corso Mazzini

Il centro storico è posto a sud di capoluogo, al quale è collegato mediante due strade, la provinciale e la strada statale 106. Presenta le frazioni di Donnantona, Vallo e Roccelletta (quest'ultima con 2305 abitanti), ormai conurbata con il comune di Catanzaro.
Il nucleo storico del centro sorge su un altopiano collinare a 341 m s.l.m. non lontano dal famoso mar Ionio.
L'agglomerato urbano, che sta conoscendo una fase di rapida espansione, è attraversato da due principali corsi, Mazzini e Matteotti, e da strade parallele e regolari.
Interamente ricostruito dopo il drammatico terremoto del 1783, oggi è un centro ricco di palazzi nobiliari, monumenti, chiese e sculture antiche. I luoghi di principale interesse sono Villa Pertini, Piazza del popolo e Piazza Ortona, nella quale si può ammirare il duomo del 1852 dedicato a San Giovanni Battista (patrono della città) e il monumento dedicato ai caduti di guerra.
La zona marinare si estende per circa 6000 m , con spiagge di sabbia bianca . È qui che si possono ammirare i resti dell'imponente basilica di Santa Maria della Roccella e i resti del teatro e dell'anfiteatro della colonia romana di Scolaciums, immerso in una folta e suggestiva vegetazione di ulivi secolari e rovine di minore importanza.

## Origini del nome
Il paese prende il nome dalla famiglia Borgia, più precisamente dal Principe di Squillace Giovan Battista Borgia. 

## Storia
Recenti studi hanno avanzato l'ipotesi secondo la quale, le origini di Borgia sono da individuare in un tempo storico antecedente alla fondazione della colonia greca Skilletion. I Greci, sbarcando nel VII-VI sec. a.C., sulla costa jonica trovarono una popolazione dedita all'allevamento e alla pastorizia. All'arrivo dei Greci, nel Golfo di Squillace, esistevano dei nuclei residenti sulla precollina e collina in quel sito che prenderà il nome di Palagorio. Si ritiene che il termine Palagorio non esistesse in origine, ma venisse attribuito al villaggio più importante. H.orio di Palagorio di Borgia è da rapportare con H.orio, col il significato di "terre - villaggio", che i Greci attribuivano ai villaggi indigeni esistenti nel sito di Borgia, aggiungendovi appunto "Pala" per definirli antichi rispetto alla loro venuta. Il villaggio, inizialmente, era organizzato sulle pendenze della collinetta ancora oggi detta "h.orio", che si trova al km 5 della SS384 per Borgia.
L’abbandono della città romana di Scolacium avvenuto tra il VII e l'VIII sec. d.C., probabilmente, fece confluire nel villaggio di Palagorio parte della popolazione che cercava rifugio nell'entroterra, dalle incursioni dei saraceni e dal diffondersi della malaria. Oggi non abbiamo tracce di Palagorio antico.
Compresa nel territorio di Squillace, verso la fine del XV secolo fu infeudata ai Borgia, da cui prese il nome, che è l’italianizzazione dello spagnolo Borja. Devastata nuovamente durante un’invasione turca, nella prima metà del 1500, venne riedificata poco dopo in una zona più sicura e salubre per concessione del Principe di Squillace Giovan Battista Borgia nel 1547. Nel XVIII secolo fu ceduta alla nobile famiglia De Gregorio e in seguito venne completamente distrutta dal terremoto del 1783 che decimò fortemente la popolazione e distrusse gran parte del paese ricostruito a seguito tramite la cassa sacra, istituita per la ricostruzione dei centri distrutti dal terremoto, non lontano dal precedente sito. Borgia venne ricostruita e progettata dall'architetto Vincenzo Ferraresi che scelse un territorio pianeggiante con un’impostazione che seguiva le nuove idee illuministe conferendo alla cittadina l’attuale assetto di moderno centro urbano.
Fedele ai Borbone, ai tempi della Repubblica partenopea, si difese valorosamente dagli attacchi repubblicani. Nel 1811 fu capoluogo del circondario che comprendeva Girifalco e San Floro (entrambe parte dell'ex feudo di Girifalco) sotto i francesi e prese parte attiva ai moti risorgimentali, venendo poi annessa al Regno d’Italia insieme al resto della regione. Il sisma che colpì la Calabria nel 1905 vi causò ulteriori danni.

## Monumenti e luoghi d'interesse
- Parco archeologico di Scolacium, nella frazione di Roccelletta di Borgia;
- Chiesa fortificata di Monisciano, nella frazione di Roccelletta di Borgia;
- Chiesa di San Giovanni Battista, costruita tra il 1790 e il 1853.
- Santa Maria della Roccella

## Banda Musicale
Nei primi anni ’50, il Maestro Salvatore Caroleo (1916 – 1989), è chiamato a Borgia dall’amministrazione comunale, con l’intento di costituire e rilanciare l’attività bandistica, in continuità con la precedenti esperienze che nel tempo si erano susseguite. Nasce così, nel 1952, il Gran Concerto Bandistico Città di Borgia, fondato e diretto da Salvatore Caroleo. Dopo il 1971, terminata la direzione del M° Caroleo, la Banda continua la sua attività attraverso il succedersi di vari direttori, per la maggior parte provenienti dalla sua Scuola. Nel 2000, essa, ancora oggi in attività, prende il nome di Banda Musicale Salvatore Caroleo. Sempre nello stesso anno, l’amministrazione della Città di Borgia, affigge una targa commemorativa sull’edificio dove Salvatore Caroleo abitò, in Via Triste.

## Società

### Evoluzione demografica
Abitanti censiti

## Infrastrutture e trasporti
Borgia è servita dalla Strada statale 106 Jonica e si trova nelle vicinanze del capoluogo.
Le Autolinee Federico collegano Borgia (dalla frazione di Roccelletta) con Catanzaro, Soverato, Villa San Giovanni, Girifalco e molti altri comuni della Calabria.

## Amministrazione
| Periodo          | Periodo          | Primo cittadino                                     | Partito                                               | Carica                    | Note   |
| ---------------- | ---------------- | --------------------------------------------------- | ----------------------------------------------------- | ------------------------- | ------ |
| 1993             | 27 aprile 1997   | Domenico Serrao                                     | Partito Comunista Italiano                            | sindaco                   |        |
| 27 aprile 1997   | 13 maggio 2001   | Giovambattista Sgromo                               | lista civica di centro-destra                         | sindaco                   |        |
| 13 maggio 2001   | 29 maggio 2006   | Antonio Valeo                                       | lista civica di centro-sinistra                       | sindaco                   |        |
| 29 maggio 2006   | 2 luglio 2010    | Domenico Rijllo                                     | Partito Democratico lista civica "Unione Democratica" | sindaco                   |        |
| 2 luglio 2010    | 29 ottobre 2012  | Roberta Lulli Giuseppe Di Martino Giuseppe Chiofaro |                                                       | commissario straordinario | [ 11 ] |
| 29 ottobre 2012  | 23 febbraio 2016 | Francesco Fusto                                     | lista civica                                          | sindaco                   |        |
| 23 febbraio 2016 | 5 giugno 2016    | nessuno                                             |                                                       | commissario straordinario |        |
| 5 giugno 2016    | in carica        | Elisabeth Sacco                                     | lista civica "Uniti e Democratici"                    | sindaco                   |        |

Sul territorio sono Presenti i circoli del Partito Democratico guidato dal sindaco Elisabeth Sacco. Nel 2021 viene inaugurato il circolo di Fratelli D’italia guidato dalla consigliera comunale  d’opposizione, Francesca Fodaro.Nel 2024 è stata inaugurata una nuova sede di Gioventù Nazionale, organizzazione giovanile di Fratelli D’italia guidata da Luigi Serrao, nipote del già sindaco Domenico Serrao.